# Tutume
Tutume este un sat în Botswana.